# Diadelia infasciata
Diadelia infasciata là một loài bọ cánh cứng trong họ Cerambycidae.